# Тихоокеански театър (Втора световна война)
Тихоокеанският театър, наричан също Тихоокеанска война или Азиатско-Тихоокеанска война, е един от основните театри на военните действия през Втората световна война.
Той обхваща Тихия океан, Източна и Югоизточна Азия. Най-големият в географско отношение театър на войната, той често е разделян на обособени подтеатри – Централнотихоокеански театър, Югозападнотихоокеански театър, Югоизточноазиатски театър, Китайско-Бирманско-Индийски театър.
Най-често за начало на войната се смята 7 – 8 декември 1941 г., когато Япония нахлува в Тайланд и напада британските владения в Малайския архипелаг, Сингапур и Хонконг, както и американските военни бази на Хаваите, остров Уейк, Гуам и Филипините. Войната кулминира с атомните бомбардировки над Хирошима и Нагасаки и други големи въздушни удари от Съюзниците, придружени от съветското обявяване на война и нахлуване в Манджурия на 9 август 1945 г., които довеждат до капитулацията на Япония на 15 август 1945 г. Официалният акт за капитулация на Япония е подписан на 2 септември 1945 г. След войната Япония губи всичките си владения в Азия и Тихия океан и суверенитетът ѝ е ограничен до четирите ѝ главни острова. Японският император е принуден да се откаже от голяма част от пълномощията си, което води до широки културни и политически реформи в страната.

## Име
В България се използва наименованието операции от Тихоокеанския театър, а в западните страни по време на войната конфликтът е познат като Войната с Япония. В САЩ широко се използва терминът Тихоокеански оперативен театър, който не обхваща Китай и Югоизточна Азия.
По време на войната японските източници използват името Dai Tō-A Sensō (Велика Източноазиатска война). Това име е избрано чрез решение на правителствения кабинет от 10 декември 1941, за да обозначи войната със западните Съюзници и с Китай. Името е обявено в публичното пространство на 12 декември с обяснение, че то се отнася до независимостта на азиатските нации от западните сили. Японските общественици разграничават двата конфликта, като наричат войната с Китай – Свещена война (Seisen), а другата – Велика източноазиатска война в Пасифика.
След войната, по време на окупацията на Япония тези термини са забранени в официалните документи, но въпреки това тяхната неформална употреба продължава. В японската литература след 1945 конфликтът се среща като Taiheiyō Sensō (Тихоокеанска война). Този по-късен термин се използва и до днес. 15-годишната война (Jyugonen'sensou) също се използва, отнасяйки се за периода от Манджурския конфликт през 1931 до 1945.

## Участници
Силите на Оста, които подпомагат Япония, включват авторитарното правителство а Тайланд, който се присъединява през 1942 и изпратените войски за подкрепа в Бирманската операция. Участие взимат японските марионетни държави Манджоу-Го (части от Манджурия и Вътрешна Монголия) и правителството на Уан Цзингуей (които контролират крайбрежните региони на Китай). Япония набира много войници от нейните тогавашни колонии Корея и Тайван. Немските и италианските ВМС също провежда операции в Пасифика и Индийския океан в по-малък мащаб.
По-големите съюзнически участници са САЩ (включително Общността на Филипините), Китай, Обединеното кралство (включително Британска Индия), Австралия, Нидерландия (и Холандска Източна Индия) и Нова Зеландия. Канада, Мексико, Силите на свободна Франция и много други страни също взимат участие, особено войски от други британски колонии.
Съветската армия се сражава в две кратки погранични конфликта с Япония през 1938 и 1939 и остава неутрална до август 1945, когато нахлува в Манджурия по време на операция „Августовска буря“.

## Японски настъпления (1941 – 1942 г.)
След продължително напрежение между Япония и Западните сили, части на Императорския военноморски флот на Япония и Императорската японска армия предприемат изненадващи нападения срещу австралийски, британски, нидерландски и американски сили на 7 декември.
Местата на първата вълна японски атаки включват: Хаваи, Малая, Кралство Саравак, Гуам, остров Уейк, Хонконг и Филипините. Японските сили едновременно нахлуват и в южен и източен Тайланд и биват отблъсквани в продължение на няколко часа, преди правителството на Плек Пибунсонгкрам да подпише примирие с Япония.

### Нападение над Пърл Харбър
В ранните часове на 7 декември (хавайско време) Япония започва масивна изненадваща въздушна атака срещу Пърлва Харбър, без предупреждение, което осакатява Тихоокеанския флот на САЩ, оставяйки след себе си осем разрушени американски линейни кораба, 188 унищожени самолета и 2403 мъртви американски граждани. По време на нападението САЩ не е официално във война никъде по света, докато японското посолство не успя да дешифрира и да достави японския ултиматум до американското правителство преди обед на 7 декември (вашингтонско време), което значи, че убитите хора или унищоженото имущество по време на нападението на Пърл Харбър имат статут на извънвоенни. Японците считат, че САЩ, изправени пред такъв внезапен и съкрушителен удар, ще се съгласят да преговарят за споразумение и ще позволят на Япония свободно да властва в Азия. Това обаче не се оказва така. Американските загуби се оказват по-малко сериозни, отколкото първоначално се смята: американските самолетоносачи, които по-късно се оказват по-важни от линейните кораби, са в открито море, а жизненоважната военноморска инфраструктура (резервоари с гориво, корабостроителни и кораборемонтни съоръжения, електроенергия), базата за подводници и разузнаването са невредими. Резервният план на Япония, разчитащ на война на изтощение, която да накара САЩ да преговарят, се оказва отвъд възможностите на японския императорски флот.
Преди нападението над Пърл Харбър американското общество силно се противопоставя на всякаква американска намеса в европейския конфликт, дори продажбата на военна помощ на Великобритания и Съветския съюз по програмата „Заем-наем“. След нападението опозицията срещу войната в САЩ изчезва. На 8 декември САЩ, Канада, Великобритания и Нидерландия обявяват война на Япония, последвани от Китай и Австралия на следващия ден. Четири дни след Пърл Харбър Германия и Италия обявяват война на САЩ, въвличайки страната във война с два фронта. Това широко се счита за стратегическа грешка, тъй като отменя облекчението на Германия в лицето на Япония, която отвлича вниманието на САЩ, и засилва помощите към Великобритания.

### Кампании в Югоизточна Азия (1941 – 1942 г.)
Британските, австралийските и нидерландските сили, вече с изцеден персонал и материал след две години война с Германия и силно присъствие в Близкия изток, Северна Африка и другаде, не могат да се противопоставят, освен символично, на закалените от битки японци. Съюзниците търпят множество катастрофални загуби в първите шест месеца от войната. Два големи британски бойни кораба, HMS „Рипълс“ и HMS „Принц на Уелс“ са потопени от японско въздушно нападение в Южнокитайско море на 10 декември 1941 г.
Тайланд, чиято територия вече играе ролята на трамплин в Малайската операция, се предава 5 часа след японското нахлуване. Правителството на Тайланд формално се съюзява с Япония на 21 декември. На юг Императорската армия на Япония вече е превзела британската колония Пенанг на 19 декември без особена съпротива.
Хонконг е нападнат на 8 декември и пада на 25 декември 1941 г., като канадските сили и хонконгски доброволци играят важна роля в отбраната. Американските бази в Гуам и остров Уейк са изгубени по същото време.
След Декларацията на Обединените нации от 1 януари 1942 г. правителствата на Съюзниците назначават генерал Арчибалд Уейвъл за главнокомандващ Съюзническите сили в Югоизточна Азия. Това дава на Уейвъл контрол над огромна сила, макар рядко разпръсната на голямата площ от Бирма до Филипините и Северна Австралия. Други зони като Индия, Хаваите и останалата част от Австралия остават под управлението не местното командване. На 15 януари Уейвъл се мести в град Бандунг на остров Ява за да управлява войските си.
През януари Япония нахлува в Бирма, Нидерландска Индия, Нова Гвинея, Соломоновите острови и превзема Манила, Куала Лумпур и Рабаул. След като са изтласкани от Малайския архипелаг, съюзническите сили в Сингапур се опитват да се противопоставят на японците по време на битката за Сингапур, но са принудени да се предадат на 15 февруари 1942 г., а 130 000 индийски, британски, австралийски и нидерландски души са взети за военнопленници. Темпото на завоеванията е бързо: Бали и Тимор също падат през февруари. Бързото рухване на съюзническите сили в района води до разкол. Уейвъл подава оставка като командир в района на 25 февруари, възвръщайки контрола на местните командири.
Междувременно японските самолети почти са елиминирали съюзническите въздушни сили в Югоизточна Азия и започват удари срещу северните части на Австралия с психологически важна, макар и военно незначителна, бомбардировка на град Дарвин на 19 февруари, в която загиват поне 243 души.
В битката за Яванско море в края на февруари и началото на март, Императорският флот на Япония нанася тежко поражение на основната съюзническа военноморска сила под командването на адмирал Карел Дорман. Нидерландска Индия впоследствие изчезва с предаването на съюзническите сили на Ява и Суматра.
През март и април японците навлизат в Индийския океан. Британските бази на Цейлон са ударени, а самолетоносачът HMS „Хермес“ и други съюзнически кораби са потопени. Нападението принуждава британските ВМС да се изтеглят към западната част на Индийския океан. Това разчиства пътя за японско нахлуване в Бирма и Индия.
В Бирма британците под голямо напрежение правят борбено отстъпление от Рангун, който представлява западната съюзническа линия за доставки на китайските националисти. През март 1942 г. Китайската експедиционна сила започва да напада японските войски в северните части на Бирма. На 16 април 7000 британски войници са обградени от японската 33-та дивизия по време на битка в град Енанджаун и са спасени от китайската 38-а дивизия, предвождана от Сун Ли Жен. Сътрудничеството между китайските националисти и комунисти намалява след зенита му при битката за Ухан и взаимоотношенията между двете фракции се влошават, когато се опитват да разширят областите си на дейност в окупираните територии. Японците се възползват от тази липса на единство, за да продължават с офанзивата си.
Филипинските и американските войски на Филипините се съпротивляват до 8 май 1942 г., когато на над 80 000 войници е наредено да се предадат. По това време генерал Дъглас Макартър, който вече е върховен главнокомандващ за Югозападния Пасифик, се е изтеглил в Австралия. Американските ВМС, под командването на адмирал Честър Нимиц, носят отговорност за останалата част от Тихия океан. Това разделно командване има лоши последствия за търговската война и съответно за самата война.

### Заплаха за Австралия
Към края на 1941 г., когато японците удрят Пърл Харбър, повечето от най-добрите войски на Австралия се бият срещу немците в Средиземноморския театър на военните действия. Австралия е зле подготвена за нападение, изпитваща недостиг на въоръжение, съвременни самолети и самолетоносачи. Докато все още иска подкрепления от Чърчил, австралийският министър-председател Джон Къртин се обръща към САЩ за подкрепа с историческо изявление на 27 декември 1941 г.
Австралия е шокирана от бързото рухване на британските сили в Малайския архипелаг и падането на Сингапур, след което около 15 хил. австралийски войници са пленени. Къртин предвижда, че ще последва и битка за Австралия. Япония основава голяма база в австралийската територия Нова Гвинея в началото на 1942 г. На 19 февруари град Дарвин претърпява въздушно нападение, което е и първият случай австралийския континент да бъде нападнат. През следващите 19 месеца Австралия е атакувана по въздух почти 100 пъти.
Две закалени от битка австралийски дивизии пътуват от Близкия Изток към Сингапур. Чърчил иска те да се отклонят към Бирма, но Къртин настоява те да се приберат към Австралия. В началото на 1942 г. елементи на императорския флот предлагат нападение над Австралия. Императорската армия обаче се противопоставя на плана и го отхвърля в полза на политика за изолиране на Австралия от САЩ чрез блокада в южните води на Тихия океан. Япония решава да предприеме нападение по море на Порт Морсби, столица на австралийската територия Папуа, което би поставило северните части на Австралия в обсега на японските бомбардировачи.
Американският президент Франклин Рузвелт нарежда на генерал Дъглас Макартър във Филипините да измисли тихоокеански отбранителен план с Австралия през март 1942 г. Къртин се съгласява да постави австралийски сили под контрола на Макартър. Макартър премества щаб-квартирата си в Мелбърн през март 1942 г. и американски войски започват да се натрупват в Австралия. Вражеската военноморска дейност достига Сидни в края на май 1942 г., когато японски свръхмалки подводници предприемат дръзко нападение срещу пристанището на града. На 8 юни 1942 г. две японски подводници за кратко обстрелват източните покрайнини на Сидни.

## Съюзниците се прегрупират (1942 – 1943 г.)
В началото на 1942 г. правителствата на по-малките сили започват да натискат за междуправителствен военен съвет за Азия и Океания, базиран във Вашингтон. Съвет е основан в Лондон с филиално тяло във Вашингтон. Все пак по-малките сили продължават да настояват за седалището в САЩ. Съветът е образуван във Вашингтон на 1 април 1942 г. от Франклин Рузвелт, съветника му Хари Хопкинс и представители от Великобритания, Китай, Австралия, Нидерландия, Нова Зеландия и Канада. По-късно са добавени и представители от Британска Индия и Филипините. Съветът няма пряка операционна власт и всичките му решения се насочват към Обединения комитет на началник-щабовете на САЩ и Великобритания, който също е във Вашингтон. Съюзническата съпротива, първоначално символична, постепенно започва да се затвърдява. Австралийски и нидерландски войници водят цивилни в продължителната партизанска кампания в Португалски Тимор.
След като са изпълнили целите си по време на първата операционна фаза с лекота, японците се обръщат към втората фаза. Тя планира разширяването на стратегическата дълбочина на Япония чрез добавянето на Нова Гвинея, Нова Британия, Алеутските острови, атола Мидуей, Фиджи, Самоа и стратегически точки в района на Австралия. Все пак генералният щаб на императорския ВМС, Обединения флот и императорската армия имат различни стратегии за следващата поредица от операции. Щабът на флота подкрепя напредването на юг, за да се превземат части от Австралия. Въпреки това с голям брой войски заети в Китай и стационирани в Манджурия, императорската армия отказва да предостави нужните сили за една такава операция, което бързо води до оттеглянето на идеята. Генералният щаб на флота все още желае да отреже морските връзки между Австралия и САЩ, като се превземат Нова Каледония, Фиджи и Самоа. Тъй като това изисква по-малко войски, на 13 март императорските флот и армия се съгласяват на операции с цел завладяването на Фиджи и Самоа. Втората операционна фаза започва, след като са превзети Лае и Саламауа в източната част на Нова Гвинея на 8 март. Обаче на 10 март американски самолетоносач напада нахлулите войски и нанася значителни щети. Рейдът има големи операционни последствия, тъй като принуждава японците да спрат напредването си на юг в Тихия океан, докато Обединеният флот предоставя закрила на бъдещите операции от американски самолетоносачни атаки. През април 1942 г. се състои Дулитъловият рейд, в който 16 бомбардировача излитат от самолетоносача USS „Хорнет“ на 970 km от Япония. Нападението нанася минимални щети по японската земя, но е голям морален подем за САЩ и има голямо психологическо отражение в Япония, излагайки уязвимостта на Япония. Докато рейдът е изпълняван от самолетоносач, той подчертава опасностите, на които ще са изложени японските острови, докато американските самолетоносачи не са унищожени. Само с остров Минамитори и линия от преправени траулери, патрулиращи във водите между остров Уейк и Камчатка, японското източно крайбрежие е открито за нападение.
Адмирал Исороку Ямамото вече счита, че е особено важно да се завърши унищожението на американския флот, което е започнало при Пърл Харбър. Предложението му това да се постигне е чрез нападане и окупиране на атола Мидуей, който според него ще бъде яростно отбраняван от американците, тъй като е близо до Хаваите. В поредица от срещи, провеждани от 2 до 5 април, между генералния щаб на флота и представителите на Обединения флот е постигнат компромис. Ямамото получава Мидуейската си операция, но едва след като предупреждава, че ще подаде оставка. В замяна Ямамото се съгласява да отпусне 5-а авионосна дивизия в операцията срещу Порт Морсби. Ямамото също така се съгласява да включи и нападение срещу стратегически точки на Алеутските острови едновременно с Мидуейската операция. Тези са достатъчни да отменят японската разлика на надмощие в предстоящото нападение над Мидуей.

### Коралово море
Нападението на Порт Морсби носи кодово име Операция „Мо“ и е разделено на няколко фази. В първата е планирана окупация на остров Тулаги на 3 май, след което самолетоносачите да потеглят към Коралово море, за да намерят, нападнат и унищожат съюзническите военноморски сили там, като десантните операция на Порт Морсби за планирани за 10 май. Операцията включва сила от 60 кораба, водени от два самолетоносача („Шокаку“ и „Дзуйкаку“), един лек самолетоносач, шест тежки крайцера, три леки крайцера и 15 разрушителя. Освен това около 250 самолета са възложени на операция, от които 140 се намират на бордовете на самолетоносачите. Въпреки това, самата битка не се провежда по план. Макар Тулаги да е превзет на 3 май, на следващия ден самолет от американския самолетоносач „Йорктаун“ удря нахлуващата сила. Елементът на изненада, който съществува при Пърл Харбър, е изгубен, поради успеха на съюзническите разшифровчици, които откриват, че ще има нападението срещу Порт Морсби. От гледна точка на съюзниците, ако Порт Морсби падне, японците биха контролирали моретата на север и на запад от Австралия и да изолират страната. Съюзническо оперативно съединение под командването на адмирал Франк Флетчър, със самолетоносачите „Лексингтън“ и „Йорктаун“, е събрано за спиране на японското настъпление. През следващите два дни американските и японските самолетоносачи безуспешно се опитват да се намерят едни други. На 7 май японски самолетоносачи предприемат пълно настъпление към мишена, докладвана за вражески самолетоносачи. Докладът обаче се оказва неверен. Те намират само танкер (USS „Неошо“) и разрушител (USS „Симс“). Американските самолетоносачи предприемат удар с непълно разузнаване, вместо да намерят основната група японски самолетоносачи, и се натъкват само на кораб. На 5 май опониращите сили накрая се намират една друга и обменят въздушни удари. 69-те самолета от двата японски самолетоносача успяват да потопят самолетоносача „Лексингтън“ и да повредят „Йорктаун“, а в замяна американците повреждат „Шокаку“. Макар „Дзуйкаку“ да остава невредим, самолетните и човешките загуби са тежки и японците не успяват да проведат десант на Порт Морсби. В резултат на това, Операция МО е прекратена, а впоследствие японците са принудени да изоставят опитите си да изолират Австралия. Макар да успяват да потопят самолетоносач, битката е пагубна за японците. Не само, че нападението над Порт Морсби е спряно (първият стратегически неуспех за войната), но трите самолетоносача, използвани в битката, вече не са налични за операцията срещу Мидуей. Битката в Коралово море е първата военноморска битка, в която корабите не се виждат един друг, а нападенията са провеждани единствено чрез самолети.
След Коралово море японците разполагат с четири налични самолетоносача: „Сорю“, „Кага“, „Акаги“ и „Хирю“ и вярват, че американците има най-много два – „Ентърпрайз“ и „Хорнет“. „Саратога“ е извън строя, подложен на поправки след торпеден удар, докато „Йорктаун“ е повреден в Коралово море, а японското военноморско разузнаване вярва, че е потънал. Всъщност, „Йорктаун“ участва в боевете при Мидуей след три дни поправки и все още с цивилни механици на борда.

### Мидуей
Адмирал Ямамото гледа на операцията срещу Мидуей като на потенциално решаваща битка във войната, която би могла да доведе до унищожението на американската стратегическа сили в Тихия океан и впоследствие да отвори вратата за преговори със САЩ, които да са по-изгодни за Япония. За операцията японците разполагат с четири самолетоносача. Чрез стратегическа и тактическа изненада, японците планират да елиминират въздушната сила на Мидуей и да го направят подходящ за десанта на 5000 войници. След бързото завладяване на острова, Обединеният флот би положил основата за най-важната част от операцията. Ямамото се надява, че атаката ще подведе американците в капан – Мидуей би бил стръвта за американските кораби, които биха тръгнали от Пърл Харбър в контраатака, след като Мидуей е превзет. Когато американците пристигнат, той планира да използва разпръснатите си сили да ги победи. Важен аспект на схемата е Алеутската операция, която предвижда превземането на два от Алеутските острови едновременно с нападението на Мидуей. Противно на разпространения мит Алеутската операция не цели отвличане на вниманието от Мидуей, защото японците искат американците да са именно в Мидуей, а не далеч от него. Въпреки това през май съюзническите разшифровчици откриват за планираното нападение над Мидуей. Сложният план на Ямамото не включва резервен план в случай, че американският флот се намеси, преди японците да ги очакват. Планираното разузнаване на американския флот в Пърл Харбър не се състои в резултат на неуспешна подобна операция през март. Планираното засичане на американското потегляне чрез подводна патрулна линия пропада заради късното ѝ тръгване.
Битката започва на 3 юни, когато американски самолет от Мидуей забелязва и напада японска транспортна група на 1100 km западно от атола. На 4 юни японците впускат 108 самолета в атака над острова, като те успяват да надвият защитаващите атола самолети, но се провалят в доставянето на съкрушителен удар по съоръженията на острова. Но най-вече самолетите на Мидуей вече са започнали атаката си срещу японските самолетоносачи, които са били забелязани. Тази информация е подадена на трите американски самолетоносача и общо 116 самолета, в допълнение към тези от Мидуей, тръгват в настъпление към японците. Самолетите от Мидуей атакуват, но не успяват да нанесат нито един удар по японците. По време на тези некоординирани подстъпи, японски разузнавателен самолет докладва наличието на американско оперативно съединение, но едва по-късно присъствието на американски самолетоносач е потвърдено. Вицеадмирал Чуичи Нагумо е поставен в трудна тактическа ситуация, в която се налага да парира продължителни американски въздушни атаки и да се подготвя за възстановяване на нападението над Мидуей, докато решава дали да започне незабавен удар по американския самолетоносач или да изчака подготовката на надеждна атака. След бързо обмисляне той избира късно, но добре подготвено нападение по американското оперативно съединение, след като поднови нахлуването си на Мидуей и въоръжи подходящо самолетите. Все пак в 10:22 часа сутринта американски самолети „Дъглас SBD Донтлес“ изненадват и успешно нанасят удари по три от японските самолетоносача. С напълно заредени и въоръжени самолети на палубите, „Сорю“, „Кага“ и „Акаги“ са превърнати в горящи развалини. Единствено „Хирю“ остава наличен и предприема незабавна контраатака. Двата му удара поразяват „Йорктаун“ и го извеждат извън строя. През следобеда на същия ден самолети от двата останали американски самолетоносача намират и унищожават „Хирю“. Осакатеният „Йорктаун“, заедно с разрушителя „Хаман“, са потопени от японската подводница I-168. След като ударната сила на японския 1-ви въздушен флот е унищожена, японската нападателна сила е притъпена. Рано сутринта на 5 юни японците отменят операция Мидуей и инициативата в Тихия океан е балансирана. Макар да губят четири самолетоносача, японските загуби при Мидуей не съкрушават напълно боеспособността на военноморската авиация.

### Нова Гвинея и Соломоновите острови
Японските сухопътни сили продължават с настъпление на Соломоновите острови и Нова Гвинея. От юли 1942 г. няколко австралийски батальона от резерва, много от тях млади и неопитни, водят упорити ариергардни действия в Нова Гвинея срещу японското придвижване към Порт Морсби сред назъбените хребети на Оуен Стенли. Партизаните, изморени и с тежки загуби, са облекчени към края на август от редовна войска, пристигаща от средиземноморския театър на бойните действия. В началото на септември 1942 г. японските морски пехотинци нападат стратегическа военновъздушна база в залива Милн близо до източния край на Нова Гвинея. Биват отблъснати от съюзническите сили (основно от австралийската армия).

#### Гуадалканал
Докато Нова Гвинея е разкъсвана от големи битки, съюзническите сили идентифицират строителството на японско летище в Гуадалканал. 6000 съюзнически пехотинци, основно от корпуса на морската пехота на САЩ, правят десант, целящ завладяването на летището през август.
С японски и съюзнически сили, окупиращи различни части от острова, през следващите шест месеца са наливани ресурси и от двете страни в ескалиращата битка по земя, море и въздух. Повечето от японските самолети в южната част на Тихия океан са пренасочени в защита на Гуадалканал. Много биват изгубени в различни схватки със съюзническите въздушни сили от летище Хендерсън или от американски самолетоносачи. Междувременно японските сухопътни сили предприемат продължителни нападения срещу тежко отбраняваните американски позиции около летище Хендерсън, в които търпят тежки загуби. За да се поддържа офанзивата на японците, се изпращат конвойни доставки, наричани от Съюзниците „Токио Експрес“. Конвоите често попадат в нощни сражения с вражески военноморски сили, в които са изразходвани разрушители, които императорският флот не може да си позволи да губи. По-късните военноморски схватки, включващи по-тежки кораби и дневни битки със самолетоносачи, изкарват името „железодънен пролив“ на водна ивица близо до Гуадалканал, където са потопени множество кораби и от двете страни. Все пак Съюзниците успяват по-добре да наваксват загубите си. Накрая осъзнаващи, че кампанията за завладяването на летище Хендерсън и подсигуряването на Гуадалканал са станали твърде скъпи, японците евакуират острова и се изтеглят през февруари 1943 г. За шест месеца война японците губят в резултат на това, че не осигуряват достатъчно войски за достатъчно време.

### Съюзническо настъпление в Нова Гвинея и Соломоновите острови
Към края на 1942 г. японският щаб решава да направи Гуадалканал свой приоритет. Нареждат на войските близо до Порт Морсби да се изтеглят към североизточния бряг на Нова Гвинея. Австралийски и американски сили атакуват укрепените им позиции и след повече от два месеца сражения в Боя за Буна-Гона накрая завземат японския брегови плацдарм в началото на 1943 г.
През юни 1943 г. Съюзниците дават начало на офанзивната си стратегия в южната част на Тихия океан. Стратегията цели изолирането на големия японски преден пост на Рабаул и отрязването на всякакви доставки и комуникации към него. Това подготвя пътя на кампанията на Нимиц, включваща прескачането от остров на остров (на английски: island hopping).

## Патово положение в Китай и Югоизточна Азия

### Китай (1942 – 1943 г.)
В континенталната част на Китай японските 3-та, 6-а и 40-а дивизии, наброяващи общо около 120 000 души, се струпват при Юъян и започват настъпление на юг в три колони в опит да преминат река Милуо и да достигнат Чанша. През януари 1942 г. китайските сили печелят победа при Чанша.
След Дулитъловия рейд японската армия провежда Джъдзян-Дзянсийската кампания с цел да намерят оцелели американски летци, раздаване на възмездие на китайците, които са им помогнали, и разрушаване на военновъздушни бази. Операцията започва на 15 май 1942 г. с 40 пехотни и 15 – 16 артилерийски батальона, но е отблъсната от китайските сили през септември. По време на кампанията императорската армия оставя след себе си пътека на опустошение и разпространява патогени на холера, тиф, чума и дизентерия. Китайските оценки сочат, че жертвите са около 250 000 цивилни. Около 1700 японски войници умират от общо 10 000, разболели се, след като биологичните им оръжия ударят и самите тях.
На 2 ноември 1943 г. Исаму Йокояма, командир на императорската 11-а армия, разгръща 39-а, 58-а, 13-а, 3-та, 116-а и 68-а дивизии, общо около 100 000 души, в нападение срещу град Чанде. По време на битката за Чанде, продължила 7 седмици, китайците принуждават японците да водят скъпоструваща кампания на изтощение. Макар императорската армия първоначално успешно да завладява града, китайската 57-а дивизия успява да ги притисне достатъчно дълго, за да могат да дойдат подкрепления и да обградят японците. След това китайците отрязват линиите за доставки на японците, което води до оттегляне и китайско преследване. По време на битката Япония използва химически оръжия.

### Бирма (1942 – 1943 г.)
След японското покоряване на Бирма настъпват безредици, агитации за независимост в източните части на Индия и масов глад в Бенгал, който води до смъртта на 3 милиона души. Въпреки тези обстоятелства и неадекватните комуникационни линии, британските и индийските сили правят слаби опити за контраатака в Бирма към началото на 1943 г. Офанзивата в Аракан се проваля позорно в лицето на някои висшестоящи офицери, докато нападението на бригадир Чарлз Орд Уингейт претърпява тежки загуби, но е разгласявано, за да се покачи морала на Съюзниците. Това обаче предизвиква японците да започнат настъпление на следващата година.
През август 1943 г. Съюзниците образуват ново командване за Югоизточна Азия, което до поеме стратегическите отговорности в Бирма и Индия от командването на Британска Индия под Уейвъл. През октомври 1943 г. Чърчил назначава лорд Луис Маунтбатън за главнокомандващ на въпросното командване. Образуваната е британската и индийска 14-а армия, която да се изправи срещу японците в Бирма. Под командването на генерал-лейтенант Уилям Слим, подготовката, моралът и здравето на формированието се подобряват. Американският генерал Джоузеф Стилуел, който е заместник-командир на Маунтбатън, насочва помощи към Китай и подготвя основите на пътя „Ледо“, който да свързва Индия и Китай по суша.

## Съюзнически настъпления (1943 – 1944 г.)
Мидуей се оказва последната голяма морска битка за следващите две години. САЩ използва следващия период, за да превърне големия си промишлен потенциал в голям брой кораби, самолети и обучени пилоти. През това време Япония, нямаща адекватна промишлена база, технологична стратегия или адекватни морски ресурси и защита на конвоите, изостава все повече. В стратегическо отношение Съюзниците започват дълго придвижване сред Тихия океан, завземайки остров след остров. Не всяка японска крепост трябва да бъде превзета – някои като Трук, Рабаил и Формоса са неутрализирани с въздушен удар и подминати. Целта е да се достигне до самата Япония, след което да се започнат масирани стратегически въздушни удари, да се подобри подводната блокада и накрая да се предприеме нахлуване, ако е нужно.
През ноември 1943 г. американските морски пехотинци нанасят тежки загуби, когато разбиват гарнизон от 4500 души на Тарава. Това помага на Съюзниците да подобрят десантните си техники, учейки се от грешките си и въвеждайки промени като масирани предварителни бомбардировки, по-внимателно планиране по отношение на приливите и отливите и цялостно по-добра координация. Американският военноморски флот не търси решаваща битка с Япония.

### Каирска конференция
На 22 ноември 1943 г. американският президент Франклин Рузвелт, британският министър-председател Уинстън Чърчил и китайският генералисимус Чан Кайшъ се срещат в Кайро, за да дискутират стратегия за побеждаване на Япония. Срещата става известна като Каирска конференция и завършва с Каирска декларация.

### Подводна война
Американските подводници, както и някои британски и нидерландски съдове, действащи от бази в Кавите (Филипини), Брисбейн (Австралия), Пърл Харбър, Тринкомале (Цейлон), Мидуей и по-късно Гуам играят голяма роля в побеждаването на Япония, макар подводниците да представляват само малка пропорция от съюзническите флотове – по-малко от 2% в случая на американците. Подводниците задушават Япония като потапят търговски кораби, пресрещат много войскови транспорт и отрязват почти всички доставки на петрол, които са жизненоважни за производството на оръжия и военните действия. Към началото на 1945 г. японските петролни доставки са толкова ограничени, че императорският флот е почти безпомощен.
Японските военни твърдят, че отбраната им потапя 468 съюзнически подводници през войната. Реално само 42 американски подводници са потопени в Тихия океан при бойни действия, а 10 други са загубени вследствие на аварии или приятелски огън. Нидерландците губят 5 подводници, а британците губят 3.
Подводниците на САЩ са отговорни за 56% от потопените японски търговски кораби, а морски мини и самолети разрушават повечето от останалите. Американските подводници потопяват и 28% от бойните кораби на Япония. Освен това те игрят важна разузнавателна роля, като например в битката във Филипинско море (юни 1944 г.) и битката в залива Лейте (октомври 1944 г.), при които дават точна и навременна информация за приближаването на японския флот. Подводниците спасяват и стотици свалени летци, включително бъдещия американски президент Джордж Х. У. Буш.
Съюзническите подводници не заемат отбранителна позиция и не чакат врага да нападне. Часове след нападението над Пърл Харбър, Рузвелт обявява нова доктрина: неограничена подводна война срещу Япония. Това означава потапянето на всякакъв боен кораб, търговски кораб или пътнически кораб във водите на страните от Оста, без предупреждение и без спасяване на оцелели. При избухването на войната в Тихия океан нидерландският адмирал Конрад Хелфрих дава инструкции за водене на война агресивно. Неговата малка сила от подводници потапя повече японски кораби в първите седмици от войната, отколкото британския и американския флотове заедно – подвиг, който му печели прякора „По един кораб на ден Хелфрик“.
Докато Япония има голям брой подводници, те нямат особено голямо въздействие във войната. През 1942 г. японският подводен флот се справя добре, елиминирайки или повреждайки много съюзнически кораби. Въпреки това доктрината на императорския военноморски флот на Япония (и на САЩ преди войната) твърди, че само флотски битки, а не ловът на търговски кораби, могат да печелят военноморски кампании. Така докато САЩ има необичайно дълга линия за доставки между западното си крайбрежие и фронтовите си линии, оставяйки я уязвима за подводни нападения, Япония използва подводниците си основно за широкообхватно разузнаване и само спорадично напада американските линии за доставки. Японската подводна офанзива в Австралия през 1942 – 1943 г. също постига малко.
Докато везните се накланят срещу Япония, подводниците на императорския флот все повече служат за снабдяване с провизии на крепостите, които са били изолирани, като например тези в Трук и Рабаул. Освен това Япония зачита договора за ненападение със Съветския съюз и игнорира американските товарни кораби, доставящи милиони тонове военни доставки от Сан Франциско до Владивосток, даже срещу учудването от страна на германския си съюзник.
Американските ВМС от друга страна разчитат на рейдовете срещу търговски кораби още от началото. Все пак проблемът с обкръжените съюзнически сили на Филипините в началото на 1942 г. води до отклоняването на подводници за партизански мисии. Базирането в Австралия поставя подводниците под заплаха от японски въздушни удари, което намалява ефективността им, а Нимиц разчита на тях за подробно разузнаване на вражеските бази. Широко разпространените торпеда Mark 14 се оказва дефектни, като проблемите по тях са отстранени едва през септември 1943 г. Освен това японският морски търговски шифър е разбит преди войната, но японците бързо го сменят, а новият шифър е разшифрован през 1943 г.
Така едва през 1944 г. американският флот започва да използва 150-те си подводници с пълна ефективност: поставят се ефективни радари на борда, заменят се командирите, за които има сведения, че не са достатъчно агресивни, и се поправят дефектите на торпедата. Японската защита на конвоите се оказва неадекватна, а самите конвои са слабо организирани – грешки, които са прикрити от първоначалните проблеми на американците и японската самоувереност. Броят на американските подводни патрули рязко се увеличава: 350 патрула (335 потопени кораба) през 1943 г. и 520 патрула (603 потопени кораба) през 1944 г. Към 1945 г. потапянията на японски морски съдове намаляват, тъй като малко от тях дръзват да излизат в открито море. Съюзническите подводници унищожават около 1200 търговски кораба, равняващи се на около 5 милиона тона доставки. Повечето от тях са малки, но 124 са танкери, превозващи изключително важния петрол. Други 320 превозват хора. В критичните етапи при Гуадалканал, Сайпан и Лейте хиляди японски войници са отклонени от мястото, където са наистина нужни. Над 200 бойни кораба са потопени, като сред тях има много спомагателни кораби и разрушители и поне 8 самолетоносача.
Подводните сражения са особено опасни: от 16 000 американци, които отиват да патрулират, 3500 (22%) никога не се завръщат, което е най-високото ниво на смъртност за САЩ през Втората световна война. Японските загуби обаче са по-високи – общо 130 подводници.

## Японско контранастъпление (1944 г.)
Към средата на 1944 г. Япония мобилизира над 500 000 души и започва масова операция в Китай под кодовото наименование Операция „Ичиго“, най-голямата им офанзива през войната, имаща за цел да се съединят японските владения в Китай и Френски Индокитай и да се превземат летищата в югоизточната част на Китай, където се базират американски бомбардировачи. През това време около 250 000 китайски войници, тренирани от американците, са въвлечени в битката за Бирма по условията на договора Заем-наем. Въпреки че Япония претърпява около 100 000 жертви, тези удари печелят много земя за Япония, преди китайците да спрат набезите им в Гуанси. Въпреки големите тактически победи, операцията като цяло не успява да спечели на Япония стратегическо преимущество. Голяма част от китайските сили успяват да се изтеглят от района, за да се завърнат и да нападнат японските позиции по-късно. Япония не се приближава към победа над Китай след операцията, а постоянните им поражения в Тихия океан означават, че Япония така и не намира време и ресурси, за да постигне окончателна победа над Китай. Операция „Ичиго“ създава голямо обществено объркване в районите на Китай, които засяга. Китайските комунистически партизани се възползват от това объркване, за да спечелят влияние и контрол над по-големи райони в селските райони.

## Японска офанзива в Индия (1944 г.)
След неуспехите на Съюзниците през 1943 г. командването в Югоизточна Азия подготвя офанзиви срещу Бирма по няколко фронта. През първите месеци на 1944 г. китайски и американски части под командването на Джоузеф Стилуел започват удължаването на пътя „Ледо“ от Индия към северната част на Бирма, докато британският 15-и корпус започва настъпление по брега на провинцията Аракан. През февруари 1944 г. японците започва местна контраатака в Аракан. След първоначален успех контраатаката е потушена, когато индийските дивизии на 15-и корпус удържат набезите, разчитайки на самолети, спускащи доставки на изолираните части, докато резервните дивизии пристигнат, за да им помогнат.
Японците отговарят на съюзническите удари като започват своя офанзива в Индия през средата на март през планинската и гориста граница. Настъплението е подкрепяно от генерал-лейтенант Реня Мутагучи, който е командир на 15-а армия. Императорският генерален щаб му позволява да продължи въпреки няколкото изказани опасения. Макар няколко единици на британската 14-а армия да трябва да си прокарват път извън обкръжение, към началото на април те са се концентрирали около град Импхал в щата Манипур. Японска дивизия, която вече е достигнала до Кохима, откъсва основния път към Импхал, но не успява да завладее всички отбранителни съоръжения в Кохима. През април японските атаки срещу Импхал търпят провал, докато нови съюзнически формирования изтласкват японците от позициите им в Кохима.
Както много японци се опасяват, доставките на Япония не могат да издържат армията ѝ. След като надеждите на Мутагучи за ранна победа са осуетени, войските му, особено тези при Кохима, гладуват. През май, докато Мутагучи продължава да нарежда удари, Съюзниците напредват на юг към Кохима и на север към Импхал. Двете съюзнически настъпления се срещат на 22 юни, прекратявайки японската обсада на Импхал. Японците накрая спират операцията на 3 юли, след като са загубили 50 000 души, основно жертви на глада и болестите.
Въпреки че настъплението в Аракан е спряно, за да се отдадат войски и самолети за битката при Импхал, американците и китайците продължават да напредват в северната част на Бирма. В средата на 1944 г. китайски сили нахлуват в Бирма от Юнан и превземат японска укрепена позиция. Когато кампаниите спират по време на мусонните дъждове, съюзническото командване вече е превзело важно летище при Мичина (август 1944 г.), което облекчава въпроса с въздушните доставки от Индия към Китай.

## Началото на края в Тихия океан (1944 г.)

### Марианските острови и Филипинско море
На 15 юни 1944 г. 535 кораба започват десантната кампания на 158 000 войници от американската армия и морска пехота на остров Сайпан в Марианските острови. Съюзниците целят създаването на летища близо до главните японски острови, включително Хоншу, където се намира Токио, за да могат ги бомбардират с новосъздадените си Boeing B-29 Superfortress. Умението да се планира и изпълни такава сложна операция за 90 дни е показателно за съюзническото логистическо надмощие.
Японските командири считат удържането на Сайпан за жизненоважно. Единственият начин за това включва унищожаването на американския 5-и флот, който разполага с 15 самолетоносача и 956 самолета, 7 линейни кораба, 29 подводници, 69 разрушителя и леки и тежки крайцери. Вицеадмирал Джисабуро Озава напада с 9/10 от военноморския флот на Япония, което се равнява на 9 самолетоносача, 473 самолета, 5 линейни кораба, 28 разрушителя и няколко крайцера. Пилотите на Озава са превъзхождани числено в съотношение 2:1, а самолетите им вече са остарели. Японците разполагат с добри противовъздушни оръдия, но нямат радиовзриватели или добри радари. След като шансът е срещу него, Озава разработва подходяща стратегия. Неговите самолети имат по-голям обсег, тъй като не са оборудвани с тежка защитна броня. Той използва това предимство, за да разположи флота си извън обсега на американските самолети. Така японските самолети могат да нападат американските самолетоносачи, да се приземят в Гуам за презареждане с гориво и да ударят самолетоносачите отново на връщане. Озава, също така, разчита и на 500 самолети на сушата в Гуам и на други острови.
Адмирал Реймънд Спрюънс е начело на командването на 5-и флот. За него Озава правилно предполага, че не би предприел нападение. Адмирал Марк Митшър, командващ тактическо формирование от 15 самолетоносача, е агресивен, но Спрюънс налага вето на плана му за търсене на силите на Озава, тъй като заповедите на Спрюънс поставят приоритет върху защитата на десантите на Сайпан.
Двете сили се срещат в най-голямата морска битка през Вторат световна война по това време – битката във Филипинско море, разразила се на 19 – 20 юни 1944 г. През изминалия месец американски разрушители неутрализират 17 подводници на Озава. Продължителните американски удари унищожават японските самолети, намиращи се на суша. Основното нападение на Озава е некоординирано, а японските самолети достигат мишените си в колеблива последователност. След директива на Нимиц, американските самолетоносачи са снабдени с военни информационни центрове, които обработват потока от данни от радарите и издават заповеди по радиото за пресрещане. Малкото врагове, достигнали американския флот, се сблъскват с масивен противовъздушен огън. Само един американски боен кораб е леко повреден.
На втория ден американските разузнавателни самолети локализират флота на Озава и подводници потапят два японски самолетоносача. Митшер изпраща 230 торпедни самолета. След това става ясно, че основната японска група е 100 km по-далече. Митшер решава, че шансът за унищожаване на японския флот си струва риска. Общо САЩ губят 130 самолета, а Япония губят 450 самолета и 3 самолетоносача. Така САЩ на практика елиминира основната сила от самолетоносачи на империята.
Месец след нахлуването в Сайпан, американците превземат Гуам и Тиниан. Впоследствие те служат добре на САЩ, тъй като позволяват на американските бомбардировачи да нанасят удари на територията на основните японски острови. В отговор японските сили нападат базите на Сайпан и Тиниан от ноември 1944 г. до януари 1945 г. По това време и след това САЩ провежда масирани бомбардировки над японски градове с военно и промишлено значение, включително Токио, Нагоя, Осака, Кобе и други.

### Залива Лейте (1944 г.)
Битката в залива Лейте е една от най-големите морски битки в историята и най-голямата морска битка през Втората световна война. Представлява поредица от четири отделни сражения, водени близо до филипинския остров Лейте от 23 до 26 октомври 1944 г. Битката включва най-големите линейни кораби, строени някога, и е последната битка в историята, в която линейни кораби се изправят един срещу друг. Тогава за пръв път са използвани самолети камикадзе. Съюзническата победа във Филипинско море установява тяхното въздушно и морско надмощие в западните части на Тихия океан. Нимиц подкрепя идеята за блокиране на Филипините и за десант на Формоса. Това би дало на Съюзниците контрол на морските пътища към Япония от Южна Азия, изолирайки значителни японски гарнизони. Макартър подкрепя нахлуване на Филипините, които също лежат на транспортни коридори към Япония. Рузвелт отсъжда в полза на Филипините. Междувременно командирът на японския Обединен флот, Соему Тойода, подготвя четири плана, които да покрият всички възможни сценарии за нападение на Съюзниците. На 12 октомври Нимиц започва атака със самолетоносачи срещу Формоса, за да е сигурен, че самолетите базирани там няма да се намесят срещу десантите на Лейте. Тойода отвръща, изпращайки поредица от въздушни удари срещу американските самолетоносачи. В края на краищата японците губят 600 самолета за три дни, като така губят въздушното си подкрепление.
Планът включва вицеадмирал Джисабуро Озава да използва привидно уязвима сила от самолетоносачи, за да примами американския 3-ти флот далеч от Лейте и за да премахне въздушното подкрепление от съюзническите десантни сили, които след това да се нападнат от запад с три японски сили, тези на Такео Курита, Шоджи Нишимура и Кийохиде Шима. Планът има голяма вероятност да доведе до унищожението на една или повече японски сили, но Тойода го оправдава, като заявява, че няма смисъл от спасяването на флота и губенето на Филипините.
Централната сила на Курита е съставена от 5 линейни кораба, 12 крайцера и 13 разрушителя. Тя включва двата най-големи линейни кораба, строени някога: „Ямато“ и „Мусаши“. След като преминават покрай остров Палаван след полунощ на 23 октомври, силата е забелязана и американски подводници потапят два крайцера. На 24 октомври, докато силата на Курита навлиза в морето Сибуян, „Интрепид“ и „Кабот“ пускат 260 самолета, които нанасят удари по няколко кораба. Втора вълна от самолети нанася много преки удари по „Мусаши“. Трета вълна от „Ентърпрайз“ и „Франклин“ удря „Мусаши“ с 11 бомби и 8 торпеда. Курита се оттегля вечерта, а „Мусаши“ е потопен около 19:30 часа.
Междувременно вицеадмирал Ониши Такиджиро насочва 1-ви въздушен флот, 80 самолета на сушата, срещу американските самолетоносачи, чиито самолети нападат летищата на Лузон. Самолетоносачът „Принстън“ е ударен от бронебойна бомба и претърпява голям взрив, в който загиват 108 души от екипажа му и 223 души от екипажа на крайцера „Бирмингам“, който потушава пожара отстрани. „Принстън“ потъва, а „Бримингам“ е принуден да се оттегли.
Силата на Нишимура е съставена от два линейни кораба, един крайцер и четири разрушителя. Тъй като поддържа радиомълчание, Нишимура не успява да се синхронизира с Шима и Курита. Нишимура и Шима дори се провалят да координират плановете си преди атаките – те са съперници отдавна и никой от тях не желае да има нещо общо с другия. Когато навлиза в пролива Суригао Шима е на около 40 km зад него, а Курита все още е в морето Сибуян, на няколко часа от плажовете на Лейте. Докато преминават покрай остров Панаон, войските на Нишимура попадат в капан, поставен от американско-австралийския 7-и флот. Контраадмирал Джеси Олдендорф разполага с 6 линейни кораба, 4 тежки крайцера, 4 леки крайцера, 29 разрушителя и 39 торпедни лодки. За да премине през протока и да достигне мястото за десант, Нишимура трябва да приеме предизвикателството. В 3:00 часа японският линеен кораб „Фусо“ и три разрушителя са ударени от торпеда и „Фусо“ се разцепва на две. В 3:50 часа американските линкори откриват огън. Радарният контрол на огъня означава, че те могат да удрят мишени от много по-голямо разстояние, отколкото японците. Японският линкор „Ямаширо“, крайцер и разрушител са осакатени от 406-mm снаряди. „Ямаширо“ потъва в 4:19 часа. Само един от седемте кораба на Нишимура оцелява в схватката. В 4:25 часа силата на Шима от два крайцера и осем разрушителя пристига в битката. Виждайки разцепения „Фусо“, той си помисля, че това са останките от два линейни кораба и нарежда отстъпление, слагайки край на последната битка между линейни кораби в историята.
Северната сила на Озава разполага с четири самолетоносача, два остарели линейни кораба, частично преобразувани в самолетоносачи, три крайцера и девет разрушителя. Самолетоносачите имат на борда само 108 самолета. Силата е забелязана от Съюзниците в 16:40 часа на 24 октомври. В 20:00 часа Тойода нарежда на всички останали японски сили да нападнат. Холси вижда възможност да разбие остатъците от японската самолетоносачна сила. Американският 3-ти флот е забележителен – 9 тежки самолетоносача, 8 леки самолетоносача, 6 линейни кораба, 17 крайцера, 63 разрушителя и 1000 самолета. Корабите на Холси започва да търсят Озава малко след полунощ. Американските командири не вземат под внимание докладите, че Курита се е отправил назад към протока Сан Бернардино. Те се хващат на стръвта, положена от Озава. Сутринта на 25 октомври Озава нарежда излитането на 75 самолета. Повечето от тях са свалени от американските патрули. Към 08:00 часа американските изтребители са унищожили прикриващите японски изтребители и вече удрят по кораби. Към вечерта те вече са потопили самолетоносачите „Дзуйкаку“, „Дзуйхо“ и „Чийода“ и един разрушител. Четвъртият самолетоносач, „Читосе“, и един крайцер са обезвредени и по-късно потъват.
Курита преминава през пролива Сан Бернардино в 3:00 часа на 25 октомври и тръгва по дължина на брега на остров Самар. Единственото нещо, стоящо на пътя му са три групи от 7-и флот, командвани от адмирал Томас Кинкейд. Всяка група има по шест ескортни самолетоносача а общо над 500 самолета и 7 или 8 разрушителя или ескортни разрушителя. Кинкейд все още вярва, че войската на Лий пази от север, така че японците разполагат с елемента на изненада, когато нападат едната група в 6:45 часа. Курита си помисля, че е спипал целия 3-ти флот. Тъй като ескортните самолетоносачи имат малка вероятност за победа срещу линеен кораб, адмирал Клифтън Спрейг насочва самолетоносачите от въпросната група в оттегляне на изток, надявайки се, че лошата видимост ще намали точността на японския обстрел и използва разрушителите си да отклони вниманието на японските линейни кораби. Разрушителите тормозят с торпедни нападения японците. Два американски разрушителя и един ескортен разрушител са потопени, но те печелят достатъчно време, за да излетят самолетите. По-високата скорост на японската сила ѝ позволява да се приближи и да стреля по две от групите. Въпреки това към 9:20 часа Курита внезапно се обръща и се оттегля на север. Оказва се, че е получил сигнал, отварящ му очите, че не се е натъкнал на 3-ти флот и че колкото по-дълго се сражава, толкова повече расте рискът от голям въздушен удар. Нападенията на разрушители нарушават японските формирования и скъсват тактическия контрол. Три от тежките крайцера на Курита са потопени, а друг е прекалено повреден за по-нататъшни действия. Японците се изтеглят през протока Сан Бернардино при продължителна въздушна атака. Битката при залива Лейте е приключила, а голяма част от военноморския флот на Япония е унищожена.
Битката осигурява брегови плацдарм за американската 6-а армия при Лейте, счупва гръбнака на японската военноморска мощ и отваря пътя към навлизане на островите Рюкю през 1945 г. Единствената по-значителна морска операция на японците след това е трагичната операция „Тен-Го“ през април 1945 г. Силата на Курита започва битката с пет линейни кораба, а когато се връща в Япония само „Ямато“ е годен за бой.

### Филипините (1944 – 1945 г.)
На 20 октомври 1944 г. американската 6-а армия, подкрепяна от морски и въздушни бомбардировки, десантира на благоприятния източен бряг на Лейте. Тази армия продължава настъплението си от изток, докато японците бързат да се снабдят с подкрепления в района на залива Ормок в западната част на острова. Докато 6-а армия е подсилена успешно, 5-а въздушна сила успява да осуети японските опити за презапасяване с доставки. Сред проливни дъждове и труден терен, настъплението продължава из Лейте и съседния остров Самар на север. На 7 декември американска войска достига залива Ормок и след голяма наземна и въздушна битка срязва пътя за доставки на японците към Лейте. Макар ожесточените боеве на Лейте да продължават месеци, американската армия държи положението под контрол.
На 15 декември 1944 г. се правят десанти срещу минимална съпротива на южните плажове на остров Миндоро, ключова локация за планираните операции в залива Лингаен, в подкрепа на големите десанти, планирани за Лузон. На 9 януари 1945 г. на южния бряг на залива Лингаен в западната част на Лузон, 6-а армия на генерал Уолтър Крюгер прави десант. Близо 175 000 мъже ги последват през следващите дни. С добро въздушно подкрепление, войници влизат навътре към сушата, превземайки летище Кларк, на 64 km северозападно от Манила, в последната седмица на януари.
Следват още два големи десанта, един отрязващ полуостров Батаан и един включващ парашутиране южно от Манила. На 3 февруари 1945 г. части от 1-ва кавалерийска дивизия навлизат в северните околности на Манила и 8-а кавалерийска дивизия преминава през северните предградия направо в града.
Докато напредването към Манила продължава от север и от юг, полуостров Батаан е бързо подсигурен. На 16 февруари парашутисти и морски десантни войски нападат островната крепост Корегидор, а съпротивата там стихва на 27 февруари.
Общо 10 американски дивизии и 5 независими полка се бият на Лузон, което прави кампанията най-голямата в Тихоокеанската война, включвайки повече войски, отколкото САЩ използва в Северна Африка, Италия или южните части на Франция. Силите включват и мексиканския 201-ви боен ескадрон, сражаващ се заедно с 58-а бойна група на американските ВВС, които изпълняват тактически мисии за подкрепление. От 250 000 японски войници, отбраняващи Лузон, около 80% загиват. Последният японски войник на Филипините е Хиро Онода, който се предава едва на 9 март 1974 г.
Остров Палаван между Борнео и Миндоро, петият най-голям и най-западен филипински остров, е нападнат на 28 февруари с десанти на 8-а армия при Пуерто Принсеса. Японците оказват слаба съпротива на Палаван, но изчистването на изолирана японска съпротива продължава до края на април, тъй като японците използват обичайната си тактика за изтегляне в планинските джунгли, разпръснати като малки отряди. На Филипините американските сили са подпомагани от филипински партизани за намирането на такива отцепили се отряди.
След това 8-а армия започва първото си настъпление срещу Минданао на 17 април, който е и последният голям филипински остров за превземане. Минданао е последван от десанти на Панай, Себу, Негрос и няколко острова в архипелага Сулу. Тези острови предоставят базиране за американските 5-а и 13-а въздушни сили за нападане из Филипините и Южнокитайско море.

## Последни етапи

### Иво Джима (февруари 1945 г.)
Битката за Иво Джима през февруари 1945 г. е една от най-кървавите битки, водени от американците в Тихоокеанската война. Иво Джима е остров с площ 21 km2, разположен по средата между Токио и Марианските острови. Холанд Смит, командирът на атакуващата сила, цели да превземе острова и да предотврати използването му като станция за ранни предупреждения за въздушни нападения срещу главните японски острови и да го използва като аварийно летище. Генерал-лейтенант Тадамичи Курибаяши, командирът на отбраната на Иво Джима, знае, че не може да спечели битката, но се надява да накара американците да страдат.
От началото на 1944 г. до дните на инвазията Курибаяши трансформира острова в масивна мрежа от бункери, скрити оръдия и 18 km подземни тунели. Тежкото американско морски и въздушно бомбардиране не постига особен резултат и само кара японците да слязат под земята, което прави позициите им непроницаеми за вражески огън. Всичките им бункери са свързани, така че ако един от тях е изчистен, може отново да бъде зает. Мрежата от бункери и огневи точки сериозно облагодетелства защитника.
Още от средата на юни 1944 г. Иво Джима е подлаган на продължителен въздушен обстрел и военноморски артилерийски огън. Въпреки това скритите оръдия на Курибаяши оцеляват след постоянното бомбардиране почти без щети. На 19 февруари 1945 г. около 30 000 души от 3-та, 4-та и 5-а морски дивизии слизат на югоизточния бряг на острова малко под връх Сурибачи, където са концентрирани повечето от защитите на острова. За известно време те не попадат под огън. Това е част от плана на Курибаяши да се отложи стрелбата, докато се напълнят десантните плажове. Когато американците започват да влизат към вътрешността към бункерите, те попадат под ужасяващ картечен и артилерийски огън, който покосява мнозина от тях. Към края на деня морските пехотинци достигат западния бряг на острова, но загубите им са потресаващи – почти 2000 убити или ранени.
На 23 февруари 28-и морски полк достига връх Сурибачи, където е направена станалата известна по-късно фотография „Издигане на знамето на Иво Джима“. През останалата част от февруари американците настъпват на север и към 1 март вече са превзели 2/3 от острова. Островът обаче е напълно изчистен чак на 26 март. Японците се сражават до последния човек, убивайки 6800 морски пехотинци и ранявайки около 20 000. Японските загуби са 20 000 убити и 1083 пленени. Дали загубите са били стратегически оправдани представлява обект на исторически дебати.

### Съюзническо настъпление в Бирма (1944 – 1945 г.)
Към края на 1944 г. и началото на 1945 г. съюзническото командване в Югоизточна Азия предприема настъпление в Бирма, целящо възстановяването на загубените територии, включително столицата Рангун, преди началото на мусоните през месец май.
Индийският 15-и корпус напредва по брега на провинция Аракан, като най-накрая завладява Ситуе след провали през предните две години. След това десантират войски зад линиите на изтеглящите се японци, нанасяйки им тежки загуби и завладяват островите Рамри и Чедуба близо до брега, създавайки летища на тях, които после се използват за поддръжка на офанзивата в централната част на Бирма.
Китайската експедиционна сила завладява Лашио, докато китайски и американски войски продължават настъплението си в северната част на страната. В края на януари 1945 г. тези две сили се срещат при Хсипо. Пътят „Ледо“ е завършен и вече свързва Индия и Китай, но твърде късно през войната, за да има някакъв значителен ефект.
Японската армия в Бирма се опитва да осуети главната съюзническа атака срещу централната част на фронт като изтегля редиците си зад река Иравади. Генерал-лейтенант Хейтаро Кимура, новият японски командир в Бирма, се надява, че съюзническите комуникационни линии ще се разтеглят прекалено много отвъд това препятствие. Обаче напредващата британска 14-а армия под командването на генерал-лейтенант Уилям Слим променя посоката си на настъпление, за да нападне японската армия по фланга.
През февруари 14-а армия подсигурява мостове над Иравади по широк фронт. На 1 март части от британския 4-ти корпус завладяват центъра за доставки в Мейктила, което причинява безредици сред японците. Докато японците се опитват да си върнат Мейктила, британският 33-ти корпус завладява Мандалей. Японските войски търпят множество поражения и със завладяването на Мандалей бирманското население и бирманската национална армия (която е основана от японците) се обръщат срещу японците.
През април 14-а армия напредва 480 km на юг към Рангун, столица и основно пристанище на Бирма, но е забавена от японски задни войски на 65 km северно от Рангун към края на месеца. Слим се опасява, че японците ще защитават Рангун къща по къща през мусонния сезон, което би ангажирало армията му с продължителни бойни действия при недостатъчни доставки и през март изисква възобновяването на план за завладяването на Рангун чрез воден десант, който по-рано е бил изоставен. Десантът, наречен операция „Дракула“, започва на 1 май, само за да открие, че японците вече са евакуирали Рангун. Войските, превзели Рангун, се свързват с 14-а армия пет дни по-късно, подсигурявайки съюзническите комуникационни линии.
Японските сили, които са задминати от съюзническото настъпление, се опитват да избягат през река Ситаун през юни – юли, за да се присъединят към основната армия, която се прегрупира в южния регион Танинтайи. Те претърпяват 14 000 жертви, което представлява половината от силата им. Общо японците губят около 150 000 души в Бирма. Едва 1700 души са пленени.

### Борнео (1945 г.)
Борнейската кампания от 1945 г. е последната голяма кампания в района на Югозападния Тихи океан. В поредица от десантни операции между 1 май и 21 юли австралийският 1-ви корпус под командването на генерал Лесли Морсхед напада японските сили на острова. Съюзническите морски и въздушни войски, особено американските 7-и флот и 13-а въздушна сила, също играят важна роля в кампанията.
Кампанията започва с десант на малкия остров Таракан на 1 май. На 1 юни следват едновременни нападения на северозапад, на острова Лабуан и брега на Бруней. Седмица по-късно австралийците нападат японските позиции в Северно Борнео. Вниманието на Съюзниците след това се премества към централната част на източното крайбрежие, като последният голям десант през Втората световна война се състои на 1 юли при Баликпапан.
Въпреки че кампанията е критикувана в Австралия по това време като безсмислена и като загуба на войнишки животи, тя постига ред цели: увеличаване на изолацията на значителни японски сили в централната част на Нидерландска Индия, завладяване на големи запаси от петрол и освобождаване на съюзнически военнопленници, които се държат в ужасни условия. В един от най-лошите случаи близо до Сандакан на Борнео само шест от общо 2500 британски и австралийски военнопленници оцеляват.

### Китай (1945 г.)
Към април 1945 г. Китай е вече във война с Япония в продължение на над седем години. И двете държави са изтощени от годините на битки, бомбардиране и блокади. След японските победи в Операция „Ичиго“, Япония губи битката в Бирма и се изправя срещу постоянните нападения на китайските националистически сили и комунистически партизани из селските райони. Императорската армия на Япония започва подготовки за битката за Западен Хунан през март 1945 г. Японците мобилизират 34-та, 47-а, 64-та, 68-а и 116-а дивизии, както и 86-а независима бригада, общо 80 000 души, които да превземат китайските летища и да подсигурят железопътните линии в Западен Хунан в началото на април. В отговор на това китайците изпращат 4-та фронтова армия и 10-а и 27-а групи армии, командвани от Хе Инцин. През същото време по въздух е транспортиран целият китайски 6-и корпус, нов корпус с американско въоръжение, от Кунмин към Ичан. Китайските сили наброяват общо 110 000 души в 20 дивизии. Те са подкрепяни от 400 китайски и американски самолета. Китайските сили постигат решителна победа и започват голяма контраатака по време на тази кампания. Междувременно китайците успяват да отблъснат японска офанзива в Хенан и Хубей. След това китайските сили си връщат въпросните провинции. През април китайците започват и офанзива за превземането на Гуанси, който представлява последната голяма японска крепост в Южен Китай. Гуанси е превзет през август 1945 г.

### Окинава
Най-голямата и най-кървава американска битка се разразява на остров Окинава, докато САЩ търси военновъздушни бази за 3000 бомбардировача B-29 и 240 ескадрили от бомбардировачи B-17 за интензивно бомбардиране на главните японски острови в подготовка за едромащабно нахлуване към края на 1945 г. Японците, със 115 000 души войска и хиляди сражаващи се цивилни на гъсто населения остров, не се съпротивляват на плажовете – стратегията им е да причинят повече жертви сред американците и да увеличат военноморските им загуби с камикадзета. След интензивно бомбардиране американците правят десант на 1 април 1945 г. и обявяват победа на 21 юни. Битката за Окинава представлява най-големият морски десант в Тихоокеанската война. В хода ѝ е потопен големият японски линеен кораб „Ямато“. Поддържащите военноморски сили на американците са мишена за 4000 излитания, много от които са на самолетите самоубийци камикадзе. Загубите на САЩ наброяват 38 кораби от всякакъв вид и 368 повредени кораба, заедно с 4900 убити моряци. Американците понасят 75 000 жертви на земята, а японците губят 94% от войската си, заедно с много цивилни.
Британският тихоокеански флот действа като отделна единица от американските сили в операцията при Окинава. Целта му е да удря летища по островната дъга между Формоса и Окинава, за да се предотврати японското укрепване на защитата на Окинава от тази посока.

### Десант на главните Японски острови
Тежките битки на главните Японски острови (Иво Джима, Окинава) водят до потресаващи загуби и от двете страни. От 117 000 окинавски и японски войници, отбраняващи Окинава, умират 94%. Изправени срещу загуба на повечето си опитни пилоти, японците увеличават употребата си на камикадзе тактики в опит да се създаде неприемливо високо ниво на жертви сред Съюзниците. ВМС на САЩ предлагат да принудят Япония да се предаде чрез абсолютна морска блокада и въздушни бомбардировки.
Към края на войната ролята на стратегическите бомбардировки нараства и е създадено ново стратегическо командване на американските въздушни сили в Тихия океан, което да ръководи всички американски стратегически бомбардировки в полукълбото. То се управлява от генерал Къртис Лемей. Японското промишлено производство се срива, след като почти половината от промишлените зони в 67 града са разрушени под ударите на бомбите на Boeing B-29 Superfortress. Само в периода 9 – 10 март 1945 г. около 100 000 души са убити в пожари, причинени от бомбардировките на Токио. Лемей също така ръководи и операция „Глад“, при която вътрешните морски коридори на Япония са обширно минирани от въздуха, което нарушава иначе малкия останал брегови трафик на Япония. На 26 юли президентът на САЩ Хари Труман, президентът на Китай Чан Кайшъ и министър-председателят на Великобритания Уинстън Чърчил издават т.нар. Потсдамска декларация, която очертава условията за предаване на Японската империя, съгласувани след Потсдамската конференция. Този ултиматум заявява, че ако Япония не се предаде, ще трябва да се изправи срещу „бързо и пълно унищожение“.

### Атомни бомбардировки
На 6 август 1945 г. САЩ пускат атомна бомба над японския град Хирошима в първата ядрена атака в историята. В прессъобщение след бомбардировката Труман предупреждава Япония да се предаде или да „очаква дъжд от развалини от въздуха, каквито никога не са били виждани на Земята“. Три дни по-късно, на 9 август, САЩ пуска втора атомна бомба над Нагасаки, последния ядрен удар в историята. Между 140 000 и 240 000 души умират във взривовете на бомбардировките. Нуждата от атомни бомбардировки е дългогодишен обкет на дебати, като противниците твърдят, че блокдата по море и въздушните бомбардировки вече са опустошили страната и че атомната бомба е била ненужна. Обаче други изследователи твърдят, че бомбардировките шокират японското правителство, принуждавайки го да се предаде. Друг аргумент в подкрепата им е предотвратяването на операция „Даунфол“, според която жертвите и от двете страни биха били много по-високи. Според някои историци, съветско нахлуване в Япония е слабо възможно, тъй като те нямат нужния военноморски капацитет за разгръщане на десантна операция на Хокайдо.

### Съветско нахлуване в Манджурия
На 3 февруари 1945 г. Съветският съюз се съгласява с Рузвелт да се включи в тихоокеанския конфликт. Обещава да действа 90 дни, след като войната в Европа приключи и постъпва точно така на 9 август, нахлувайки в Манджурия. Едномилионна сила от калени от битката войници са прехвърлени от Европа, нападат японските сили в Манджурия и нанасят тежък удар срещу Квантунската армия.
Манджурската стратегическа офанзива започва на 9 август 1945 г. с нахлуването в японската марионетна държава Манджоу-Го и е последната кампания през Втората световна война, както и най-голямата през Съветско-японската война, която възобновява враждебността между СССР и Японската империя след почти шест години мир. Съветите завземат Манджоу-Го, Менцзян (Вътрешна Монголия) и северните части на Корея. Влизането на СССР във войната е значителен фактор при японското решение за капитулация, тъй като става ясно, че СССР вече няма да иска да действа като посредник в потенциални преговори с благоприятни условия.

### Капитулация на Япония
Последствията от двата удара (съветското нахлуване и атомните бомбардировки) са дълбоки. На 10 август е направено „свещено решение“ от японския кабинет за приемане Потсдамските условия при едно условие: „изключителното право на Негово Величество на суверенен владетел“. По пладне на 15 август, след неясния отговор на американското правителство, че „авторитетът на императора ще зависи от върховния командващ на съюзническите сили“, императорът обявява на нацията си и на света едикта за предаване, като по този начин слага край на Втората световна война.
Официално Японската империя капитулира на 15 август. Официалният акт за капитулация е подписан на 2 септември 1945 г. на борда на кораба „Мисури“ в Токийския залив. Актът за капитулацията е приет от генерал Дъглас Макартър с представители от няколко съюзнически страни. Японската делегация е водена от Мамору Шигемицу и Йошижиро Умедзу.
След това Макартър заминава за Токио, където надзирава следвоенното развитие на страната. Япония е окупирана до 1952 г.

### Край на Западнияколониализъмв Азия
Въпреки военното поражение на Япония, една от политическите цели на войната й - прогонване на Западните колонизатори от Азия, е постигната, защото Тихоокеанската война в Югоизточна и Южна Азия пробужда масовия национализъм, както Наполеоновите войни правят това в Европа близо век и половина преди това, а освен това и разрушават за години наред колониалните властови структури в обширни колониални територии, водят до създаване на националистически колаборационистки или противояпонски партизански военнизирани формирования, а фактът, че Япония капитулира докато контролира повечето от завоюваните от нея територии води до период на безвластие, по време на който местните националисти на редица територии се въоръжават с оръжие, боеприпаси и военна техника от складовете на капитулиралата Императорска армия, като към тях се присъединяват и част от японските военнослужещи на тези територии, и така започват Войната за независимост на Индонезия и Първата Индокитайска война. Но също така САЩ през 1946 година дават независимост на Филипините, а Великобритания през 1948 - 1949 година - на разделената от нея Британска Индия, Цейлон и Бирма.